# Rägavere (Tapa)
Rägavere (Duits: Reggafer) is een plaats in de Estische provincie Lääne-Virumaa, behorend tot de gemeente Tapa. De plaats heeft 75 inwoners (2021) en heeft de status van dorp (Estisch: küla).
De plaats lag tot in 2005 in de gemeente Lehtse. In dat jaar werd Lehtse samengevoegd met de gemeente Tapa. Rägavere ligt ten zuidwesten van Lehtse.
Op het grondgebied van het dorp liggen zeven offerstenen.

## Geschiedenis
Rägavere werd voor het eerst genoemd 1564 onder de naam Reckafer of Raggeuer. Rond 1570 werd een landgoed Raggeuer gesticht, dat in 1732 bekendstond als Reggawerre en in 1765 als Reggafer. Rond 1650 was de eigenaar ook de eigenaar van het landgoed van Jootme, vanaf 1777 was de eigenaar ook eigenaar van het landgoed van Pruuna. In 1860 kocht generaal-majoor Ferdinand von Baumgarten de landgoederen Reggafer en Linnapäh (Linnape). In 1870 maakte von Baumgarten van Reggafer een ‘semi-landgoed’ (Duits: Beigut, Estisch: poolmõis) onder Linnapäh.
Het hoofdgebouw van het landgoed Rägavere bestaat nog. Het is in particuliere handen. Na de Tweede Wereldoorlog is het in gebruik geweest als hoofdgebouw van de kolchoz van Lehtse. De bijgebouwen zijn allemaal vervallen tot ruïnes.